# Oceania
Oceania — восьмой студийный альбом американской рок-группы The Smashing Pumpkins, был издан 19 июня 2012 года на лейбле EMI. Диск был спродюсирован Билли Корганом и Бьорном Торсрудом и является частью проекта Teargarden by Kaleidyscope. По состоянию на сентябрь 2012 года, продажи альбома в США составили более 102.000 экземпляров.
Концертная версия этого альбома была выпущена 24 сентября 2013 года, под названием Oceania: Live in NYC.

## Выпуск и промокампания
Предварительная дата выхода альбома была запланирована на 1 сентября 2011 года, но в итоге, релиз был перенесён на 19 июня 2012 года.
В конце мая, группа объявила, что планирует провести мероприятие под названием «Imagine Oceania» — попросив фанатов пофантазировать, и сделать свои собственные фотографии для альбома.
12 июня цифровую версию альбома можно было прослушать целиком, с помощью онлайн-сервисов iTunes, Spotify, Soundcloud, Spinner и Ustream.
19 июня Корган появился на шоу Говарда Стерна, где исполнил акустическую версию песни «Tonight, Tonight». Интервью с Корганом длилось больше часа, после чего состоялась премьера песни «Violet Rays».
21 июня 2012 года, «The Celestials» была выпущена в качестве первого сингла. Группа исполнила эту песню на шоу исполнили песню на The Tonight Show with Jay Leno 23 августа 2012 года. Следующий сингл — «Panopticon» был издан 15 сентября 2012 года.
В 2014 году песня «My Love is Winter» была включена в саундтрек видеоигры Watch Dogs.

## Отзывы
«Самым важным из словаря Коргана является понятие „любовь“, которое он проговаривает на „Oceania“ десятки раз, словно гипнотизёр, старающийся вогнать слушателя в транс. В принципе, эту миссию обеспечивают два первых тяжелых трека, после которых начинается демонстрация всего, на что Билли способен. Тут и божественной красоты готик-американа „Pale Horse“, и перегруженные гитарами романсы, вызывающие в памяти технологичные симфонии „Machina“ и позднего Боуи („Glissandra“), и волшебный синти-поп „Pinwheels“ в традиции „Adore“, и сорвавшаяся с катушек оптимистичная гитарная психоделия а-ля Zwan („The Chimera“)» — писал в своей рецензии Александр Кондуков из российской версии журнала Rolling Stone. Автор поставил альбому 4 балла из пяти и подытожил: «Корган нашёл силы подняться, отряхнуть с плеч все эти карты Таро и разговоры о творческом бессилии, а затем записать „Oceania“, свой лучший диск начиная с „Mellon Collie and the Infinite Sadness“, а по общей конструкции и вовсе напоминающий работы The Smashing Pumpkins начала 90-х — „Gish“ и „Siamese Dream“, по которым Билли прошёлся в недавних делюксовых переизданиях. „Oceania“ напоминает сборник лучших хитов Коргана за вычетом маниакально-исступлённых вещей, которым ещё видимо придёт свой черед».
«„Oceania“ — диск, который сначала сам Корган а затем и примерно все остальные провозгласили возвращением его группы в форму. [.. ] Ураганный „Quasar“, напоминает его же „Cherub Rock“ и группу Deep Purple, вступление „Pinwheels“ — переложенных в стилистике детских колыбельных The Who, а мелодии „One Diamond, One Heart“ не постеснялся бы сам Крис Мартин» — писал в своей статье Сергей Степанов из журнала Афиша. Рецензент поставил альбому четыре звезды из пяти и подытожил: «Градус восторга от чудачеств любимого автора несколько спадает где-то на середине заглавного девятиминутного прог-эпоса — то есть, как ни странно, именно в тот момент, когда Корган принимается беззастенчиво вдохновляться собой образца „Mellon Collie“ („Pale Horse“) или того же „Siamese Dream“ („The Chimera“). Масштаб, размах, драматичные соло и многоходовые аранжировки — это, конечно, тоже прекрасно, но от сегодняшнего Билли хочется другого. Болтливый, высокомерный и мстительный, в современном рок-н-ролле Корган — большая лысая капсула неразумного, недоброго, но, как ни крути, вечного. Его нишу — иногда самодура, немного правдоруба, местами Шевчука, где-то AC/DC — не занять никому, и задорно плыть против течения ему идёт куда больше, чем триумфально возвращаться к истокам. В конце концов, он такой один.».

## Список композиций
Слова и музыка всех песен — написаны Билли Корганом.
| №                   | Название                 | Длительность |
| ------------------- | ------------------------ | ------------ |
| 1.                  | «Quasar»                 | 4:55         |
| 2.                  | «Panopticon»             | 3:52         |
| 3.                  | «The Celestials»         | 3:57         |
| 4.                  | «Violet Rays»            | 4:19         |
| 5.                  | «My Love is Winter»      | 3:32         |
| 6.                  | «One Diamond, One Heart» | 3:50         |
| 7.                  | «Pinwheels»              | 5:43         |
| 8.                  | «Oceania»                | 9:05         |
| 9.                  | «Pale Horse»             | 4:37         |
| 10.                 | «The Chimera»            | 4:16         |
| 11.                 | «Glissandra»             | 4:06         |
| 12.                 | «Inkless»                | 3:08         |
| 13.                 | «Wildflower»             | 4:42         |
| Общая длительность: | Общая длительность:      | 60:02        |

## Участники записи
Данные взяты из буклета альбома и портала Allmusic.

| The Smashing Pumpkins - Билли Корган — вокал, гитара, клавишные, продюсирование - Джефф Шредер — гитара - Николь Фиорентино — бас-гитара, бэк-вокал - Майк Бирн — ударные, бэк-вокал | Производство - Джефф Бенге — гитарный техник - Дэвид Боттрилл — микширование - Balthazar de Ley — студийный техник - Кевин Дипполд — звукоинженер, бэк-вокал - Райан Гростефон — звукоинженер - Боб Людвиг — мастеринг - Грег Норман — студийный техник - Ричард Шэй — фотограф - Бьорн Торсруд — продюсер - Ноэль Вэгеннер — арт-директор - Сэм Вайвел — звукоинженер - Джейсон Виллверт — ассистент |

## Хит-парады
| Чарт (2012)                         | Высшая позиция |
| ----------------------------------- | -------------- |
| Австралия (ARIA)                    | 8              |
| Австрия (Ö3 Austria)                | 25             |
| Бельгия/Фландрия (Ultratop)         | 25             |
| Бельгия/Валлония (Ultratop)         | 27             |
| Канада (Canadian Albums Chart)      | 4              |
| Хорватия (IFPI)                     | 34             |
| Дания (Hitlisten)                   | 30             |
| Нидерланды (Album Top 100)          | 34             |
| Финляндия (Suomen virallinen lista) | 33             |
| Франция (SNEP)                      | 33             |
| Германия (Offizielle Top 100)       | 36             |
| Ирландия (IRMA)                     | 24             |

| Чарт (2012)                            | Высшая позиция |
| -------------------------------------- | -------------- |
| Италия (Classifica album)              | 15             |
| Japan Albums (Oricon)                  | 26             |
| Новая Зеландия (RMNZ)                  | 9              |
| Португалия (AFP)                       | 16             |
| Испания (PROMUSICAE)                   | 36             |
| Швеция (Sverigetopplistan)             | 49             |
| Швейцария (Schweizer Hitparade)        | 19             |
| Великобритания (UK Albums Chart)       | 19             |
| США (Billboard 200)                    | 4              |
| США (Billboard Top Rock Albums)        | 2              |
| США (Billboard Top Alternative Albums) | 2              |
| США (Billboard Independent Albums)     | 1              |